# Ray Tabano
Ray Tabano (alias Crazy Raymond) (n. 23 de diciembre de 1946 en Bronx, Nueva York) es un músico estadounidense, que formó parte de la banda de rock Aerosmith como guitarrista hasta 1972, siendo reemplazado por Brad Whitford.
Además de su trabajo original con la banda, ayudó a mantener la oficina de esta, lugar de reunión y estudio de grabación, "Wherehouse", durante la década de 1970. Comenzó como parte del "fan club" de la banda y trabajando para ella en la línea de mercancía, diseño y venta de productos, así como escribiendo artículos de fanáticos. Fue despedido en 1979 por los mánager de Aerosmith Steve Leber y David Krebs.

## Amistad con Steven Tyler
Tabano fue amigo de la infancia del vocalista de la banda Steven Tyler, en su pueblo natal Yonkers, Nueva York. Ambos formarían parte de la primera banda de Steven, "The Strangeurs".